# وزارة التنمية الاجتماعية والأسرة (قطر)
وزارة التنمية الاجتماعية والأسرة هي وزارة حكومية في دولة قطر، تأسست عام 2021 بعد فصلها عن وزارة العمل. ترأس الوزارة السيدة بثينة بنت علي الجبر النعيمي.

## مهام الوزارة
- اقتراح وتنفيذ الاستراتيجيات والخطط والسياسات الوطنية المتعلقة برعاية الأسرة وأفرادها.[7]

- توعية المجتمع بأهمية حماية الأسرة وتماسكها.
- الإشراف على تنظيم قطاع الأعمال الخيرية.
- توفير خدمات الضمان الاجتماعي للمستفيدين المستحقين.
- تسجيل الجمعيات والمؤسسات الخاصة وإشهارها والرقابة عليها.
- اقتراح وتنفيذ السياسات المتعلقة بالإسكان ومتابعة تنفيذها.
- جمع وتحليل البيانات والإحصاءات المتعلقة بالأسرة والاستفادة منها في البرامج والخطط والسياسات ذات الصلة، بالتنسيق مع الجهات الحكومية والأهلية المعنية.
- إعداد وتنفيذ البرامج والخدمات المرتبطة بها لكافة فئات المستفيدين من خدمات الضمان الاجتماعي.